# 雜色異塘鱧
雜色異塘鱧（学名：Hetereleotris poecila）为鰕虎科異塘鱧屬下的一个种。